# Stary Bobrowiec
Stary Bobrowiec – mała osada kociewska w Polsce położona w województwie pomorskim, w powiecie starogardzkim, w gminie Smętowo Graniczne. Osada wchodzi w skład sołectwa Bobrowiec.
W latach 1975–1998 miejscowość administracyjnie należała do województwa gdańskiego.
Inne miejscowości o nazwie Bobrowiec: Bobrowiec, Bobrowice